# Гримм (2-й сезон)
Второй сезон фэнтезийного драматического сериала «Гримм», премьера которого состоялась на канале NBC 13 августа 2012 года, а заключительная серия вышла 21 мая 2013 года, состоит из 22 эпизодов. Шоу было создано Дэвидом Гринуолтом, Джимом Коуфом и Стивеном Карпентером и рассказывает о детективе Нике Бёркхардте из отдела убийств, который узнаёт, что является потомком группы охотников, известных как «Гриммы». Им дарована возможность видеть в людях «Существ» и они сражаются за то, чтобы сохранить человечество в безопасности от этих сверхъестественных сущностей.

## В ролях

### Основной состав
- Дэвид Джинтоли — Ник Бёркхардт (22 эпизода)
- Расселл Хорнсби — Хэнк Гриффин (21 эпизода)
- Битси Таллок — Джульетта Силвертон (22 эпизода)
- Сайлас Уэйр Митчелл — Монро (22 эпизода)
- Саша Ройз — капитан Шон Ренар (22 эпизода)
- Реджи Ли — сержант Дрю Ву (21 эпизодов)
- Бри Тёрнер — Розали Калверт (15 эпизодов)
- Клэр Коффи — Адалинда Шейд (9 эпизодов)

### Второстепенный состав
| - Роберт Бланш — Франко (7 эпизодов) - Кристиан Лагадек — Себастиен (7 эпизодов) - Дэнни Бруно — Бад Вурстнер (6 эпизодов) - Джеймс Фрейн — Эрик Ренар (6 эпизодов) - Мэри Макдональд-Льюиш — фрау Пеш (4 эпизода) - Шарон Сакс — доктор Харпер (4 эпизода) - Шохре Агдашлу — Стефания Вадува Попеску (3 эпизода) - Майкл Грант Терри — Райан Смалсон (3 эпизода) | - Берлита Дамас — Пилар (3 эпизода) - Рег Е. Кэти — Барон Суббота (2 эпизода) - Мэри Элизабет Мастрантонио — Келли Бёркхардт (2 эпизода) - Джессика Так — Кэтрин Шейд (2 эпизода) - Лиза Видал — Лорен Кастро (2 эпизода) - Майк Допуд — Марнассьер (2 эпизода) - Джим Крино — Лерой Эстес (2 эпизода) - Роберт Алан Барнетт — Мэттью (2 эпизода) |

## Эпизоды
| № общий | № в сезоне | Название                                                 | Режиссёр       | Автор сценария                                              | Дата премьеры    | Произв. код | Зрители в США (млн) |
| --- | ---------- | -------------------------------------------------------- | -------------- | ----------------------------------------------------------- | ---------------- | ----------- | ------------------- |
| 23 | 1          | «Bad Teeth» «Сквернозуб»                                 | Норберто Барба | Джим Коуф и Дэвид Гринуолт                                  | 13 августа 2012  | 201         | 5,64                |
| В порт Портленда приходит грузовое судно, в котором, на погибель себе, таможенники обнаруживают саблезубое чудовище. Женщина в черном, ранившая охотника за древними монетами в доме Ника, оказывается его матерью. Она открывает ему тайну ключа. Пока Джульетта находится в коме, Розали и Монро ищут способ нейтрализовать действие ведьминого зелья. Капитан Ренар требует от матери Адалинды антидот для Джульетты. Ник и Хэнк расследуют убийства в порту и обнаруживают предупреждающую надпись и знак "жнеца" - наемного убийцы "Феррат". Открывающая цитата: «Кровавый прилив нарастает повсюду, невинности сад затопляя». |            |                                                          |                |                                                             |                  |             |                     |
| 24 | 2          | «The Kiss» «Поцелуй»                                     | Терренс О’Хара | Джим Коуф и Дэвид Гринуолт                                  | 20 августа 2012  | 202         | 4,90                |
| После расправы над "сквернозубом", убившем двоих агентов ФБР, Нику необходимо скрыть улики, чтобы полиция не вышла на след его матери. Сам Ник тоже оказывается в опасной ситуации. Розали удается сварить зелье, которое должно помочь остановить потерю памяти Джульетты. Но как вывести ее из комы? После знакомства с Монро и Розали матери Ника приходится слегка пересмотреть свое отношение к "существам". Капитан Ренар делает очередное предупреждение своему брату-принцу относительно вмешательства в свои дела и попыток покушения на "своего" Гримма. Открывающая цитата: «Если мужчина с чистым сердцем полюбит её, жизнь вернётся к ней». |            |                                                          |                |                                                             |                  |             |                     |
| 25 | 3          | «Bad Moon Rising» «Восход плохой луны»                   | Дэвид Соломон  | Ричард Хэйтем                                               | 27 августа 2012  | 203         | 4,67                |
| Разбуженная поцелуем принца крови, Джульетта быстро выздоравливает, на Ник оказывается начисто стертым из ее памяти. Последним, кого она помнит перед комой, является Монро. Хэнка после встреч со "схлынувшими существами" продолжают мучить кошмары, и он решается обратиться к психиатру. Он уже подумывает уволиться, как к нему за помощью обращается старый друг, чья дочь пропала. Ник выясняет, что девушку похитила стая "койотлей". Открывающая цитата: «Она стала горько плакать и приговаривать: „Что мне, бедной, делать?“». |            |                                                          |                |                                                             |                  |             |                     |
| 26 | 4          | «Quill» «Игла»                                           | Дэвид Стрэйтон | Дэвид Симкинс                                               | 3 сентября 2012  | 204         | 4,62                |
| После случая с "койотлями" Хэнк переходит в разряд "ушлых иных", то есть обычных людей, посвященных в тайну мира "существ". Джульетта постепенно адаптируется к нормальной жизни и старается больше узнать о Нике и своей жизни с ним, но память никак не возвращается. Взаимная симпатия Монро и Розали крепнет и развивается. Агент Сопротивления из Европы предупреждает Ренара о еще одном неприятном визитере. В Портленде начинается опасная для существ эпидемия, но единственный, кто может помочь найти лекарство, тоже оказывается заражён. Открывающая цитата: «Предвестник смерти стоял за его спиной и сказал ему: „Следуй за мною — настал твой час разлуки с миром“».                                                                                            |            |                                                          |                |                                                             |                  |             |                     |
| 27 | 5          | «The Good Shepherd» «Добрый пастырь»                     | Стивен Депол   | Дэн Э. Фесман                                               | 28 сентября 2012 | 205         | 5,32                |
| Священник заявляет в Портлендскую полицию о краже церковной казны. Подозрение падает на внезапно исчезнувшего бухгалтера. Ника и Хэнка, ведущих расследование, ожидает сюрприз: настоятелем церкви является "потрошитель", а паства - овцеподобные "добряки". Оценив нелепость ситуации, детективы решают проверить подробности темного прошлого "преподобного волка". Ник вступает в схватку с очередным посланцем королевского двора "существ", пытающимся найти тот самый загадочный ключ. Открывающая цитата: «Одевшись в шкуру, волк прокрался в овечье стадо. Скоро за ним пошёл ягненок и быстро стал его жертвой». |            |                                                          |                |                                                             |                  |             |                     |
| 28 | 6          | «Over My Dead Body» «Над моим бездыханным телом»         | Стивен Депол   | Дэн Э. Фесман                                               | 5 октября 2012   | 206         | 5,29                |
| Анджелина возвращается в Портленд с дурным известием… она согласилась убить Монро. Ник просит Хэнка обеспечить безопасность Монро, пока он сам пытается выяснить, как тот вообще оказался в опасности и что теперь делать. Капитану Ренарду предстоит встреча с неожиданным гостем из его прошлого, который может оказаться решением проблемы Ника. Открывающая цитата: «Он сидел и смотрел пристально в угол. Вдруг видит — выползает оттуда змея и приближается к покойнице». |            |                                                          |                |                                                             |                  |             |                     |
| 29 | 7          | «The Bottle Imp» «Бес из бутылки»                        | Дарнелл Мартин | Алан Ди Фиоре                                               | 12 октября 2012  | 207         | 5,01                |
| На заправке происходит зверское убийство. Все улики указывают на мужчину-смертохвата, который во время вспышек гнева нападает на всех, кто его в тот момент задел. Вскоре выясняется, что он избил бывшую жену, забрал дочь и уехал в некое убежище. Хэнк и Ник уверены, что так дело и обстоит. В процессе следствия открывается страшная правда. Открывающая цитата: «„Выпусти меня, выпусти“, — закричал дух. И юноша, не предполагая ничего плохого, вынул пробку». |            |                                                          |                |                                                             |                  |             |                     |
| 30 | 8          | «The Other Side» «Другая сторона»                        | Эрик Ланёвилль | Уильям Бигелоу                                              | 19 октября 2012  | 208         | 5,03                |
| Ник и Хэнк расследуют убийство мальчика из местной школы, а капитан Ренард отправляется в лавку Розали, чтобы найти лекарство от своей одержимости Джульеттой. Открывающая цитата: «Я подумал, что неплохо было бы вырезать эдакого отменного деревянного человечка, способного плясать, фехтовать и кувыркаться в воздухе». |            |                                                          |                |                                                             |                  |             |                     |
| 31 | 9          | «La Lloranna» «Ла Йорона»                                | Холли Дэйл     | Акела Купер                                                 | 26 октября 2012  | 209         | 6,11                |
| После похищения ребёнка на Хэллоуин, которое указывает на серийного похитителя и убийцу, Ник и Хэнк с таинственным детективом Валентиной Эспиносой бросаются в погоню за похитителем, который может оказаться совсем не человеком. Открывающая цитата: «И тёмной ночью можно было увидеть, как она идёт по берегу реки и плачет по своим детям». |            |                                                          |                |                                                             |                  |             |                     |
| 32 | 10         | «The Hour of Death» «Час смерти»                         | Питер Уэрнер   | Шон Колдер                                                  | 2 ноября 2012    | 210         | 5,64                |
| В городе появляется «Погибельный Гримм», совершающий ритуальные убийство существ на камеру, Нику надо срочно его найти, пока не пострадали его друзья. Ренард пытается разрешить необычную ситуацию с Джульеттой. Открывающая цитата: «И выжжен был на коже символ его рода, ибо тот, кто видел его, не выжил». |            |                                                          |                |                                                             |                  |             |                     |
| 33 | 11         | «To Protect and Serve Man» «Служить и защищать человека» | Омар Мадха     | Дэн Е. Фесман                                               | 9 ноября 2012    | 211         | 5,21                |
| Хэнк смотрит на своё прошлое дело по новому, когда понимает, что показания осуждённого на казнь могут оказаться правдой. Ник и Хэнк должны в кратчайшие сроки найти доказательства самообороны, или невиновный человек умрёт. Открывающая цитата: «Этот зверь не что иное, как зов предков во плоти. Его слышат на собственную погибель». |            |                                                          |                |                                                             |                  |             |                     |
| 34 | 12         | «Season of the Hexenbiest» «Сезон ведьмы»                | Карен Гавиола  | История: Джим Коуф Телесценарий: Джим Коуф и Дэвид Гринуолт | 16 ноября 2012   | 212         | 5,03                |
| Адалинда возвращается, чтобы отомстить каждому и найти убийцу матери. По поручению родственников капитана Ренарда она ищет ключ Ника и готова использовать для этого всех. Своей целью она ставит Ника и близких ему людей, в особенности Джульетту и Хэнка. Между тем одержимость капитана Ренарда продолжает возрастать, а новый визит в лавку к Монро преподносит ему больше, чем он мог ожидать. Открывающая цитата: «В доме поселилась страшная ведьма. Она дохнула на меня ядом и поцарапала длинными когтями». |            |                                                          |                |                                                             |                  |             |                     |
| 35 | 13         | «Face Off» «Лобовое столкновение»                        | Терренс О’Хара | Джим Коуф и Дэвид Гринуолт                                  | 8 марта 2013     | 213         | 4,90                |
| Ник узнаёт о Джульетте и капитане Ренарде и пытается осознать новое положение вещей. Всё лишь усложняется, когда Нику поручают расследовать собственное преступление. Тем временем продолжаются поиски ключа, а капитан Ренард находит трейлер Ника и заключает удивительный альянс. Розали и Монро сообщают Нику, что они в состоянии остановить то, что происходит с Ренардом и Джульеттой прежде, чем это зайдёт слишком далеко. Между тем Ву реагирует на странную стрельбу в доме Ника и Джульетты. Открывающая цитата: «Главное условие победы — воля к победе». |            |                                                          |                |                                                             |                  |             |                     |
| 36 | 14         | «Natural Born Wesen» «Прирождённое существо»             | Майкл Уоткинс  | Томас Йен Гриффит и Мэри Пэйдж Келлер                       | 15 марта 2013    | 214         | 4,91                |
| Кодекс чести существ оказывается под вопросом, когда Ник, Хэнк и Монро сталкиваются с серией ограблений банков существами, использующими свою истинную природу в качестве маскировки. Тем временем Джульетта сталкивается с серьёзными психическими проблемами, связанными с возвращением воспоминаний. Открывающая цитата: «И стали звери между собой судить да рядить, как разбойников оттуда выгнать, и наконец нашли способ». |            |                                                          |                |                                                             |                  |             |                     |
| 37 | 15         | «Mr. Sandman» «Песочный человек»                         | Норберто Барба | Алан Ди Фиоре                                               | 22 марта 2013    | 215         | 5,00                |
| Когда таинственный случай внезапной слепоты приводит к смерти женщины, Ник и Хэнк сталкиваются с существом, которое питается слезами своей жертвы. Тем временем Адалинда оценивает своё новое положение, а Джульетта продолжает работать с Розали в попытке исправить свою память. Ник развивает навыки Гримма и получает новый дар. Открывающая цитата: «„Теперь у нас есть глаза, глаза — чудесные детские глаза“, — прошептал он». |            |                                                          |                |                                                             |                  |             |                     |
| 38 | 16         | «Nameless» «Безымянный»                                  | Чарльз Хэйд    | Акела Купер                                                 | 29 марта 2013    | 216         | 4,86                |
| Закончены разработки онлайн-игры, которая может совершить революцию в мире массовых развлечений. Однако тёмная изнанка игры хранит в себе тайну «безымянного» игрока, который не желает быть забыт и ведёт охоту за группой разработчиков. Ник и Хэнк ведут расследование, чтобы не допустить их смертей. Джульетта продвигается всё ближе к разгадке забытой памяти и тайны Гриммов, а капитан Ренард встречается с осведомителем, которого пытается убрать королевская семья. Открывающая цитата: «А потом он схватил в ярости обеими руками левую ногу и сам разорвал себя пополам». |            |                                                          |                |                                                             |                  |             |                     |
| 39 | 17         | «One Angry Fuchsbau» «Один разгневанный рыжехвост»       | Терренс О’Хара | Ричард Хэтем                                                | 5 апреля 2013    | 217         | 5,13                |
| Когда Розали становится одним из присяжных по делу об убийстве мужем-львиногривом своей жены, раскрываются любопытные обстоятельства. Оказывается, что адвокат подсудимого каким-то образом воздействует на присяжных и ключевых свидетелей с целью превратить убийство в самоубийство. Подозревая неладное, Монро берёт дело в свои руки и притягивает сюда же и Ника с Хэнком. Тем временем Джульетта чувствует сильный дискомфорт оттого, что после того, как Монро сводил её в трейлер Ника, все воспоминания начинают возвращаться одновременно. В результате Джульетта видит множество образов Ника, говорящих одновременно. Открывающая цитата: «И пел он песню свою таким дивным голосом, что люди не могли перед ней устоять и не понимали, как способен он на такое». |            |                                                          |                |                                                             |                  |             |                     |
| 40 | 18         | «Volcanalis» «Вулканалис»                                | Дэвид Гроссман | Джим Коуф и Дэвид Гринуолт                                  | 26 апреля 2013   | 218         | 4,85                |
| Ник и сержант Ву расследуют убийство женщины-геолога, причиной смерти у которой стало прикосновение раскалёнными ладонями. Позже они узнают, что в последний раз она была возле вулкана, и там на неё напал странный тип. Этот тип рассказывает Нику, что её убил не кто иной, как Вулканалис, помощник римского бога Вулкана. Им придётся остановить Вулканалиса от разрушения города. Открывающая цитата: «Воротился чёрт домой и сразу заметил, что воздух что-то нечистый: „Чую-чую мясо человечье“». |            |                                                          |                |                                                             |                  |             |                     |
| 41 | 19         | «Endangered» «Под угрозой исчезновения»                  | Дэвид Стрейтон | Спиро Скентзос                                              | 30 апреля 2013   | 219         | 5,77                |
| Дело, связанное с мистическим убийство коров и сведениями о светящемся пришельце, заставляет Ника задуматься о существовании пришельцев. Ник сталкивается с загадочным охотником за НЛО, который явно знает больше, чем говорит. Тем временем Джульетта начинает вспоминать, как сильно она любила Ника. Открывающая цитата: «Нет уж, теперь они тебя убьют, и останусь я здесь одна в лесу, покинутая всеми». |            |                                                          |                |                                                             |                  |             |                     |
| 42 | 20         | «Kiss of the Muse» «Поцелуй музы»                        | Таня МакКирнан | Шон Калдер                                                  | 7 мая 2013       | 220         | 5,67                |
| Ник сталкивается с существом, которое напоминает музу. Она влияет на людей, служит для них вдохновением, но затем приводит к гибели. Подвергшись влиянию музы, Нику необходимо справиться с навязчивой страстью к этой женщине. Джульетта приглашает Ника на ужин, чтобы сказать, как много она вспомнила, а Монро и Розали ищут способ оборвать влечение Ника к музе. Открывающая цитата: «Муза, об этом и нам расскажи, начав с чего хочешь». |            |                                                          |                |                                                             |                  |             |                     |
| 43 | 21         | «The Waking Dead» «Ходячие мертвецы»                     | Стивен ДеПол   | Джим Коуф и Дэвид Гринуолт                                  | 14 мая 2013      | 221         | 5,36                |
| Ник и Хэнк сталкиваются с необъяснимым явлением — мёртвые начинают оживать. Тем временем в Европе Адалинда оказывается между выбором, кому ей довериться: фрау Пеш или Стефании. Джульетта приходит к Монро с просьбой показать то, что он хотел показать в ночь, когда она впала в кому. Открывающая цитата: «Папа Гедэ — красавец в тёмной шляпе и плаще. Папа Гедэ идёт во дворец, как вернётся, будет есть и пить». |            |                                                          |                |                                                             |                  |             |                     |
| 44 | 22         | «Goodnight, Sweet Grimm» «Спокойной ночи, милый Гримм»   | Норберто Барба | Джим Коуф и Дэвид Гринуолт                                  | 21 мая 2013      | 222         | 4,99                |
| Ник расследует серию яростных нападений и узнаёт, что сводный брат капитана Шона Ренарда по имени Эрик Ренард находится в городе. Стефания и фрау Пеш сражаются друг с другом, используя Адалинду. Открывающая цитата: «Спи, убаюкан пеньем херувимов!» |            |                                                          |                |                                                             |                  |             |                     |